# Mykoplasma
Mykoplasma är ett släkte bakterier som saknar fast cellvägg och kan vara trådlika eller ha annan form. De är de minsta fritt levande organismer som upptäckts, med en diameter på cirka 300 nm. Man känner till ett hundratal mykoplasmaarter.
Hos människa associeras mykoplasmaorganismer med bland annat lunginflammation (Mycoplasma pneumoniae) och äggledarinflammation (Mycoplasma genitalium) medan andra orsakar mastit och ledinflammation hos husdjur. 
Mykoplasma kan påvisas med odling, även om vissa arter är svårodlade, eller PCR. Organismerna kan också påvisas mikroskopiskt direkt i prov från infektionshärden med exempelvis fluorkromfärgning. Mikrobiologisk diagnostik av lunginflammation som orsakas av Mycoplasma pneumoniae sker genom påvisande av antikroppar i blodet och påvisande av organismen i svalgsekret med PCR. Mycoplasma genitalium påvisas med PCR i prov från urin och könsorgan. 
Mykoplasmainfektioner kan behandlas med antibiotika, i första hand tetracyklin och erytromycin, som hämmar bakteriernas syntes av proteiner. Eftersom organismerna saknar cellvägg påverkas de inte av penicillin.